# Isla Qarasu
Isla Qarasu (en azerí: Qarasu adası; también conocida como Isla Qara Su, o Isla Los) es una isla deshabitada de arena frente a la bahía de Bakú, Azerbaiyán. Esta isla forma parte del archipiélago de Bakú, que consta de otras diversas islas y algunos islotes.
Qarasu es una isla de origen tectónico. Tiene una longitud de 900 m, y una anchura de 600 m. Antes había grandes campos de gas en la isla. Las aguas que rodean a Qarasu son muy poco profundas. Hay muy poca vegetación en la isla debido a la contaminación por hidrocarburos, así como otros factores.